# スーパーホップス
スーパーホップスは、かつてサントリー（現・サントリービール）から発売されていた発泡酒。本項では、前身商品のホップスについても述べる。

## 歴史
1994年、サントリーは新商品『ホップス』を発売した。麦芽使用率は65%未満に抑えられており、発売時点の酒税法上の区分は麦芽使用率25%以上67%未満の発泡酒1に区分される。1リットル当たりの酒税はビール220円に対し、発泡酒1は152.7円であったことから、ビール350ml缶の小売価格225円に対し、『ホップス』の希望小売価格は180円とした。当時の市場環境はバブル崩壊後で消費者の低価格志向が強く、円高を生かしてダイエーが1993年からベルギー産『バーゲンブロー』330ml缶を128円で販売するなど価格競争が進行していた。本品はこのジャンルの先駆けであり、発売当初は「発泡酒」の名称が浸透しておらず、ビールと呼ぶこともできなかったため、酒販関係者は「ホップス」と呼ぶしかなかった。原料のうち麦芽を減らして米やコーン、スターチ等の副原料に置き換えたため窒素分が少なく、その結果コク味やうま味が少ない代わりに飲みやすい製品となった。発売後1年足らずで月間販売数量100万ケースを越えるヒット商品となったが、翌1995年にはサッポロビールが競合商品『ドラフティー』を販売開始。麦芽使用率25%未満で発泡酒2に該当し、1リットル当たりの酒税は83.3円、350ml缶の希望小売価格は150円であった。競合商品の登場に加え、酒税法改正が追い打ちをかける。1996年秋、大蔵省は発泡酒のうち麦芽使用率50%以上67%未満の製品の酒税をビールと同額とした。麦芽使用率25%未満は105円となり、『ドラフティー』も影響を受けた。1996年5月28日、酒税法改正を前に、サントリーは麦芽使用率を25%未満とした『スーパーホップス』350mlレギュラー缶・500mlロング缶・業務用10l樽詰の発売を開始する。大瓶は翌年3月6日、1000mlのジャンボ缶は同7月9日、250mlのミニ缶は同10月15日に発売開始した。1998年にはガスト全店で樽詰生ビールから樽詰『スーパーホップス』に変更されるなど、飲食店向けへの販売も伸ばした。1997年12月には、350ml換算の累計販売数量が10億本を突破。1999年6月には、スーパーホップスシリーズよりドライタイプの商品『スーパーホップス〔マグナムドライ〕』、2001年10月には糖質・プリン体・カロリーを抑えた発泡酒『ダイエット生』を発売した。『スーパーホップス〔マグナムドライ〕』は、2000年に食品ヒット大賞のヒット賞を受賞している。
その後サントリーはプレミアムビールの『ザ・プレミアム・モルツ』や第三のビールの『金麦』に注力する方針を決め、2012年3月に『ダイエット生』、同6月にスーパーホップスの後継商品である『MDゴールデンドライ』の生産を終了。サントリーは発泡酒事業から撤退した

## 技術
麦芽使用率65%程度の製品は従来のビールの製造技術で生産可能であるが、25%未満に下げるにあたって、二つの問題が生じた。麦芽の持つ糖化酵素の不足と、濾過に有効な麦の殻が不足して濁りが残る点である。従来の発泡酒は麦芽とコーンスターチを混合してから液化・糖化し、濾過してからホップを加え煮沸する工程を採っているが、サントリーは麦芽のみを液化・糖化・濾過したものと、コーンスターチに酵素剤を加え麦汁に近い糖組成としたものを煮沸段階で混合する「スーパークリア製法」を開発した。このほか、アルコール度数を5.5%に高め、ドイツ産ホップを使用するなどの改良を行った。後継商品の『マグナムドライ』では、高温高圧水で麦芽の香味成分を抽出するHHS技術を開発している。